# 渡辺洋一 (医学者)
渡辺 洋一（わたなべ よういち、1951年4月24日 - 2013年11月27日）は、日本の医学者、医師。岡山県出身。

## 略歴
1951年、岡山県生まれ。岡山県立玉野高等学校を経て、鳥取大学医学部を卒業後、岡山大学医学部第2内科に入局。神戸市立西市民病院などで呼吸器内科医師として働いた後、1986年から岡山赤十字病院にて診療にあたる。同病院呼吸器内科副部長などを経て、2009年より副院長兼呼吸器内科部長兼緩和ケア科部長を務める。
1989年に遭遇した重症患者との出会いをきっかけに、シリコンを用いた気管支充填術を考案。2000年に気管支用充填材 EWS（Endobronchial Watanabe Spigot）を開発。
日本呼吸器内視鏡学会の「池田賞」「大畑賞」を受賞している。NPO法人新しい医療技術を普及させる会の代表としても活動していた。

## 著書
- 渡辺洋一『新しい医療への挑戦: 呼吸器疾患を救う気管支用充填材「EWS」誕生秘話』三和書籍、2013年。ISBN 978-4862511485。